# Tivolihusen
Tivolihusen är en bebyggelse i Maglarps socken i Trelleborgs kommun belägen vid kusten cirka fyra kilometer väster om Trelleborg, vid Stavstens udde. SCB har för bebyggelsen avgränsat en småort namnsatt till Stavsten.
I byn finns gamla så kallade skånelängor byggda på mitten av 1800-talet. På 1940-talet blev västra delen av området bebyggt med sommarstugor. Området har sedan utökats med hus byggda på 1970-talet och framåt.

## Historik
I Tivolihusen bodde fiskare, båtbyggare och lantarbetare. Det fanns en lökodling, Bete AB, idrottsföreningen BK Skansen och skytteföreningen. Möllan och Maglarps nya kyrka är numera rivna. Fisket var under flera århundraden en viktig näringsgren.
Det finns en blogg - Tivolihusens historia - gjord av invånare i Tivolihusen som berättar om personer och byggnader i området.